# Шевченки (Козельщинский район)
Шевченки (укр. Шевченки) — село,
Солоницкий сельский совет,
Козельщинский район,
Полтавская область,
Украина.
Код КОАТУУ — 5322084909. Население по переписи 2001 года составляло 66 человек.

## Географическое положение
Село Шевченки находится на расстоянии в 0,5 км от села Нижняя Жужмановка.
Местность вокруг села заболочена, рядом проходит ирригационный канал.

## История
До Войны хутора Троцки
Село указано на трехверстовке Полтавской области. Военно-топографическая карта.1869 года как хутор Троцкий